# Фекенхем, Джон
Джон Фекенхем (ок. 1515 или 1518 — октябрь 1584) — английский религиозный деятель и писатель, католик, последний вестминстерский аббат.

## Биография
Джон Фекенхем родился в Фекенхеме, Вустершир, в семье зажиточных йоменов по фамилии Хоумэн; в качестве монашеского имени выбрал себе название родной деревни. Получил очень хорошее для своего времени образование, окончив в том числе школу при Эвшемском аббатстве и бенедиктинский колледж в Глостер-Холле Оксфордского университета. Получив сначала учёную степень в области искусства, он вернулся в Эвшемское аббатство и принял постриг в монашество на несколько лет; в 1537 году вернулся в Оксфорд и 11 июня 1539 года получил там степень бакалавра богословия, после чего вновь отбыл в Эвшем. В 1540 году лишился места в аббатстве в ходе Тюдоровской секуляризации и до 1549 года был капелланом у ряда епископов.
Его приверженность к католицизму навлекла на него немилость архиепископа Томаса Кранмера; в 1549 году он был заключен в Тауэр. Королева Мария освободила его и сделала своим капелланом и духовником (1553 год). Ему иногда удавалось спасать от казни отдельных протестантов и отговаривать королеву от слишком жестоких мер. За несколько дней до казни Джейн Грей Фекенхем был послан к ней, чтобы обратить её в католицизм, но не мог поколебать её стойкость. В 1556 году Фекенхем был назначен аббатом Вестминстерского монастыря и занял место в палате лордов. Елизавета, вступив на престол, предлагала Фекенхему титул архиепископа Кентерберийского, если он перейдёт в протестантизм, но Фекенхем отказался. В 1559 году он был лишен своего аббатства. В парламенте Фекенхем горячо протестовал против секуляризации церковного имущества и акта о единообразии и за свою оппозицию снова попал в Тауэр, где с небольшими перерывами пробыл до 1580 года. Последние годы своей жизни Фекенхем провёл мирно, не вмешиваясь в религиозные споры и занимаясь благотворительностью.
Основные работы: «Sermons», «Conference with Jane Grey», «Commentaries on the Psalms», «Caveat Emptor» и другие.